# Denton (Texas)
Denton es la sede del condado de Denton, en el estado de Texas, Estados Unidos. En el Censo de 2010 tenía una población de 113.383 habitantes y una densidad poblacional de 490,14 personas por km², siendo la undécima ciudad más grande del llamado Dallas/Fort Worth Metroplex, el área metropolitana del norte del estado. En julio de 2006, sin embargo, se estimó que la población era de 109.561 habitantes. La misma fuente señala que es la novena ciudad del país con más de 100 000 habitantes con más rápido crecimiento. Denton tiene la Universidad del Norte de Texas. Se encuentra ubicada en el curso alto del río Trinity.

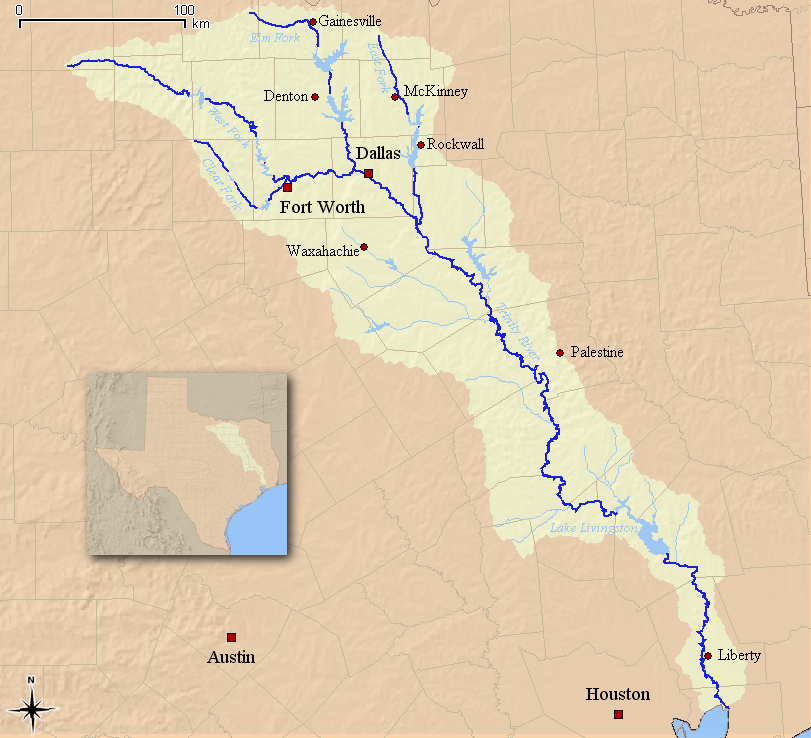
Ubicación de Denton en la cuenca del río Trinity

A los residentes de Denton se les denomina Dentonitas. En el año 2006 fue seleccionada por la revista Money como uno de los 100 mejores lugares para vivir en los Estados Unidos.

## Historia

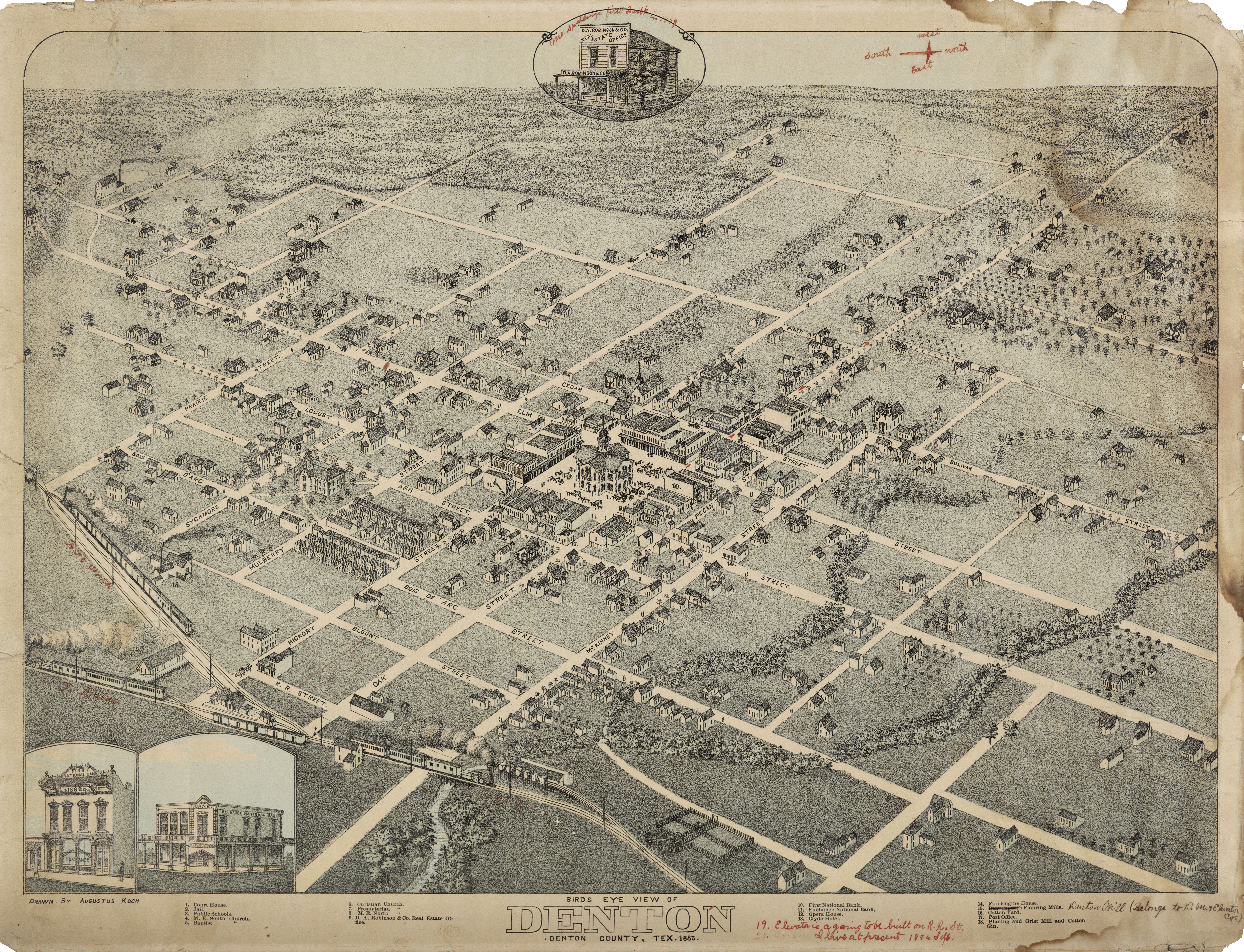
Mapa de la ciudad 1883

Denton fue fundada en 1857 a causa de la necesidad de dotar al condado de una sede administrativa. Denton, así como el Condado de Denton, recibieron su nombre de John B. Denton, un prominente abogado metodista, predicador y capitán de la Milicia de Texas que luchó contra los nativos americanos. La ciudad finalmente se estableció definitivamente en 1866, cuando J.B. Sawyer fue nombrado primer alcalde de la ciudad. 

## Geografía
Denton está situada al norte del área metropolitana Dallas-Fort Worth, en las coordenadas 33°12′59″N 97°7′45″O / 33.21639, -97.12917. Según la Oficina del Censo de los Estados Unidos, Denton tiene una superficie total de 231.33 km², de la cual 227.79 km² corresponden a tierra firme y (1.53%) 3.53 km² es agua.

## Demografía
Según el censo de 2010, había 113.383 personas residiendo en Denton. La densidad de población era de 490,14 hab./km². De los 113.383 habitantes, Denton estaba compuesto por el 73.83% blancos, el 10.35% eran afroamericanos, el 0.77% eran amerindios, el 4.12% eran asiáticos, el 0.1% eran isleños del Pacífico, el 7.6% eran de otras razas y el 3.24% pertenecían a dos o más razas. Del total de la población el 21.23% eran hispanos o latinos de cualquier raza.

## Educación
Denton tiene la Universidad del Norte de Texas y la Texas Woman's University.

## Ciudades hermanadas
- San Nicolás de los Garza, México
- Mazamitla Jalisco, México

Melchor Muzquiz Coahuila, México